# مسجد جامع قدیمی بنت
مسجد جامع قدیمی بنت مربوط به دوره قاجار است و در شهرستان نیک‌شهر، بخش بنت، روستای بنت واقع شده و این اثر در تاریخ ۱۲ بهمن ۱۳۸۱ با شمارهٔ ثبت ۷۲۶۷ به‌عنوان یکی از آثار ملی ایران به ثبت رسیده است.